# Kalibreren
Kalibreren is het vergelijken van een systeem of apparaat met een standaard om de eigenschappen vast te stellen.
Het af- of instellen om het in overeenstemming te brengen met de specificatie wordt justeren genoemd. Een conformiteitsbeoordeling, vroeger met ijking aangeduid, een verouderde term uit de vervallen IJkwet, bestaat erin dat er eerst gekalibreerd wordt om dan te toetsen of deze voldoet aan de gestelde (mogelijk wettelijke) eisen.

## Oorsprong

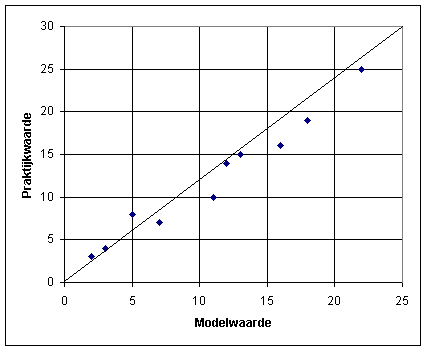
Voorbeeld van een vergelijking tussen model- en praktijkwaarden. Indien het model perfect zou zijn zouden alle punten op de rechte lijn liggen. Aanpassen van modelparameters zou een beter resultaat kunnen opleveren

De term kalibratie heeft wortels in de wapenindustrie, waar de binnendiameter van de loop van een vuurwapen nog steeds kaliber genoemd wordt. Het kalibreren van geschut bestaat uit het corrigeren van het geschut voor afwijkingen, om met de te gebruiken munitie en onder de gegeven weersomstandigheden het doel te kunnen treffen.

## Kalibreren van modellen
Kalibreren vindt onder andere plaats bij het ontwikkelen van bijvoorbeeld een simulatiemodel.
De kalibratie is in dat geval het statistisch proces dat plaatsvindt tijdens de modelontwikkeling (voor het instellen van interne modelparameters), maar ook daarna (voor externe door de gebruiker op te geven parameters). Op basis van empirische gegevens worden de modelparameters (variabelen) gemeten of geschat en ingesteld. Dit noemt men het kalibreren van het model. Na deze fase kan de modelvalidatie plaatsvinden.

## Kalibreren van meettoestellen
Bij het kalibreren van meettoestellen wordt de afwijking (bias) van het meettoestel vastgesteld. Dit kan door te vergelijken met een referentie of met een berekend model. De afwijkingen worden vastgelegd in een zogenaamde correctietabel. Bij digitale verwerking van meetwaarden kunnen de correctiewaarden met de gemeten waarden verrekend worden zodat een nauwkeurig resultaat wordt verkregen. Indien het meetinstrument wordt bijgeregeld, dus de meetafwijking wordt gecorrigeerd, spreekt men van justering. Op basis van de kalibratie kan worden bepaald of het meettoestel nog aan zijn specificaties voldoet.
Bij een wettelijk verplichte kalibratie spreekt men van ijking.
Bij kalibratie is het van belang dat zo veel mogelijk (naar ISO) herleidbare waarden worden verkregen. Een aantoonbaar herleidbare kalibratie wordt verkregen bij geaccrediteerde kalibratie-instellingen.
Ook een kalibratie is een meting. Omdat iedere meting principieel een zekere onnauwkeurigheid heeft, wordt bij de resultaten altijd de meetonzekerheid vermeld.
Verdunningsreeksen worden dikwijls ingezet ter kalibratie van een analysetoestel.

### In Nederland
In Nederland valt ijken onder de Metrologiewet (voorheen IJkwet) en mag alleen worden uitgevoerd door instellingen die daartoe door de overheid zijn aangewezen. Dit betreft in beginsel alle metingen waarbij het meetresultaat maatgevend is voor een te betalen bedrag. Voorbeelden zijn metingen in het handelsverkeer, maar ook metingen ten behoeve van boetebetalingen, zoals snelheidscontroleapparatuur in het wegverkeer, meetapparatuur voor allerlei vormen van milieuhinder (chemische uitstoot, maar ook lawaaihinder). Kalibreren is, in tegenstelling tot ijken, niet wettelijk verplicht.

## Kalibreren en justeren
Hoewel kalibreren en justeren twee verschillende activiteiten zijn, wordt met kalibreren over het algemeen kalibreren inclusief justeren bedoeld. Indien een meetinstrument voorzien wordt van een kalibratiesticker met daarop een datum, wordt daarbij geïmpliceerd dat deze zo nodig afgeregeld of gejusteerd is.